# Ricardo María Carles Gordó
Ricard Maria Carles i Gordó (ur. 24 września 1926 w Walencji, zm. 17 grudnia 2013 w Barcelonie) – hiszpański, właściwie kataloński duchowny katolicki, arcybiskup Barcelony, kardynał.

## Życiorys
Studiował w seminarium w Walencji oraz na Uniwersytecie Pontyfikalnym w Salamance, gdzie obronił licencjat z prawa kanonicznego. Przyjął święcenia kapłańskie 29 czerwca 1951 w Walencji. Pracował jako duszpasterz w archidiecezji Walencja, koordynował prace lokalnej Katolickiej Organizacji Młodzieży Robotniczej oraz duszpasterstwo rodzin.
6 czerwca 1969 został mianowany biskupem Tortosy, przyjął sakrę biskupią 3 sierpnia t.r. w Tortosie z rąk arcybiskupa Luigiego Dadaglio, nuncjusza w Hiszpanii. W marcu 1990 został przeniesiony na arcybiskupstwo Barcelony.
Brał udział w obradach sesji Światowego Synodu Biskupów. 26 listopada 1994 Jan Paweł II wyniósł go do godności kardynalskiej, nadając tytuł prezbitera kościoła S. Maria Consolatrice al Tiburtino. W 1995 wszedł w skład Komisji Kardynałów ds. Problemów Ekonomicznych i Organizacyjnych Stolicy Apostolskiej.
Po osiągnięciu wieku emerytalnego złożył rezygnację z dalszego kierowania archidiecezji Barcelony; rezygnacja została przyjęta 15 czerwca 2004, a jego następcą został Lluís Martínez i Sistach, dotychczasowy arcybiskup Tarragony.
Brał udział w konklawe 2005, które wybrało papieża Benedykta XVI.